# Фукс, Рихард
Рихард Фукс (нем. Richard Fuchs; 26 апреля 1887, Карлсруэ — 22 сентября 1947, Веллингтон) — немецкий архитектор и композитор еврейского происхождения. Брат футболиста Готфрида Фукса.

## Биография
Ричард Фукс родился в Карлсруэ, был старшим сыном в состоятельной семье немецких евреев. Учился архитектуре в Берлине, и там же начал свою практику в 1911. Когда через три года началась Первая мировая война, он вместе с тремя братьями попал на Западный фронт, воевал во Франции и Бельгии. После войны вернулся в Карлсруэ и продолжил своё образование, получив в итоге степень доктора архитектуры. Имел собственную архитектурную практику, проектировал жилые и общественные здания, в том числе синагогу в Гернсбахе (1928), разрушенную нацистами. Возглавлял городское отделение Бней-Брит, а с созданием по инициативе нацистов Еврейского культурного союза, призванного отделить деятелей культуры еврейского происхождения от немцев, выступил соучредителем его подразделения в Баден-Вюртемберге.
После «хрустальной ночи» Фукс был арестован и заключён в концентрационный лагерь Дахау, где он провёл несколько недель. Однако у семьи Фукса уже были оформлены визы для выезда в Новую Зеландию, и на этом основании жене Фукса удалось добиться его освобождения. В декабре 1938 года Фукс выехал в Новую Зеландию. Здесь ему удалось найти работу чертежника. Затем он получил место архитектора в фирме «Натуш и сыновья» (Natusch and Sons), в Веллингтоне, а затем в жилищном управлении (the Housing Department). Но если в Германии он преследовался как еврей, то в Новой Зеландии, когда началась Вторая мировая война, он был объявлен «враждебным иностранцем», как немец.

## Фукс-композитор
Рихард Фукс не получил систематического музыкального образования. Первые сохранившиеся его произведений, оставшиеся в рукописи, относятся к 1931 г., — и это уже достаточно зрелые работы крупной формы (квартеты, симфония). В середине 1930-х гг. Фукс предпринял ряд попыток выйти к слушателю; несколько его работ были исполнены в Карлсруэ и Мангейме, а Феликс Вайнгартнер в 1933 году откликнулся на присланную партитуру сочувственным письмом, выразив удивление мастерством композитора-непрофессионала, однако отметив, что для сочинений неизвестного автора в духе добрукнеровского романтизма время очень неудачное. Позднее оратория Фукса «О еврейской участи» (нем. Vom judischen Schiksal, на стихи Карла Вольфскеля) получила первую премию на конкурсе, проводившемся Общегерманским объединением еврейских культурных союзов, и должна была быть исполнена на отчётном концерте в Берлине, однако исполнение в конечном итоге было запрещено. Таким образом, в Германии композиторская карьера Фукса не состоялась, однако, несмотря на это, при выезде в Новую Зеландию через Великобританию ему удалось получить рекомендательные письма Ральфа Воан-Уильямса и Гордона Джейкоба с высокой оценкой его мастерства.
В Новой Зеландии, где регулярная музыкальная жизнь ещё только начинала складываться, Фукс участвовал в концертах камерной музыки как пианист, однако так и не преуспел в попытках предложить свою музыку для исполнения зарождавшимися местными коллективами. Тем не менее, в новозеландский период жизни им был создан ряд сочинений, в том числе песни на слова местных авторов. Одна из них, «Новозеландский рождественский псалом» для хора девочек, вошла в репертуар многих местных хоров и, в частности, была исполнена Хором девочек маори на концерте по случаю визита Елизаветы II в Новую Зеландию в 1953 году. В 1960-70-е гг. эпизодически исполнялись и другие вокальные сочинения Фукса — и только начиная с 2007 г. в Германии и Новой Зеландии началось возрождение его камерной музыки, а 9 мая 2008 г. Новозеландский симфонический оркестр исполнил под управлением Кеннета Янга премьеру одночастной Симфонии фа минор. Внук Фукса снял о нём документальный фильм, озаглавленный «Третий Рихард» (под первыми двумя подразумевались Рихард Вагнер и Рихард Штраус).